# Пекшенс, Константин
Константин Пекшенс (латыш. Konstantīns Pēkšēns, 1859, Салисбург, Лифляндская губерния, Российская империя — 1928, Киссинг, Германия) — латышский архитектор. Внёс большой вклад в архитектурный облик Риги и других городов Латвии конца XIX — начала XX века.

## Биография
Родился в зажиточной крестьянской семье. Вместе с родителями в 1869 году переехал на постоянное место жительства в Ригу.
Окончил частную гимназию и Рижское политехническое училище (1885). Был членом латышской студенческой корпорации Selonia. Второй, после Яниса-Фридриха Бауманиса, латышский архитектор, получивший высшее профессиональное образование.
Работал в архитектурном бюро Яниса Бауманиса (1885), с 1886 года занимался самостоятельной практикой.
Основная стилистика работ Константина Пекшенса — эклектика и модерн, включая такие его формы, как национальный романтизм и, позднее, вертикализм. Отличался новаторством, был одним из первых рижских архитекторов, строивших дома в шесть этажей.
В середине 1890-х ввёл в практику городской застройки Риги дома с угловыми башнями, чем оптимизировал архитектурно-художественное решение пространства перекрёстков. Использовал орнаментальный декор под оконными проёмами.
В своём позднем творчестве отошёл от излишней декоративности, уделял большее внимание объёмным элементам — эркерам, балконам, фронтонам.
В проектном бюро Пекшена работали молодые архитекторы, ставшие в дальнейшем признанными мастерами: Эйжен Лаубе, Александр Ванагс, Август Малвес, Артур Мёдлингер, Эрнест Поле.
Занимался общественной деятельностью. Был учредителем и владельцем фирмы, занимавшейся оборудованием систем центрального отопления.
Умер в Германии, в баварском Киссинге, куда выезжал лечиться. Похоронен в Риге, на Лесном кладбище.

## Основные работы
Константин Пекшенс — автор около 250 многоэтажных жилых и общественных зданий. По его проектам построены церкви в Митаве и Аахофе, дома волостных управлений в Доле и Нойермюлене.
| - Банк 2-го общества взаимного кредита на улице Бривибас, - Доходный дом на улице Элизабетес 13. - Доходный дом на улице Александра Чака 26 | - Здание конторы акционерного общества «Люкс» на Кальнциемской улице, 40 - Доходный дом на бульваре Пушкина, 10 (в соавторстве с Э. Лаубе) - Доходный дом на улице Альберта, 12 (в соавторстве с Э. Лаубе) | - Фабрика грампластинок — на улице Калнциема, 40 - Застройка улице Виландес — д. 4, 10, 14, 16 |

|                           |  |                           |  |                                  |
| Дом на улице Бривибас, 46 |  | Дом на улице Альберта, 12 |  | Дом на улице Кришьяня Барона, 11 |

## Память
- В Видземском предместье, в Тейке, в 1929 году его именем была названа новая улица.
- На одном из домов по улице Лачплеша, в центре города, установлена мемориальная доска.

## Семья
- Двоюродная сестра Мария Пекшена — первая латышская женщина-драматург.